# Karl von Berg (Theologe)

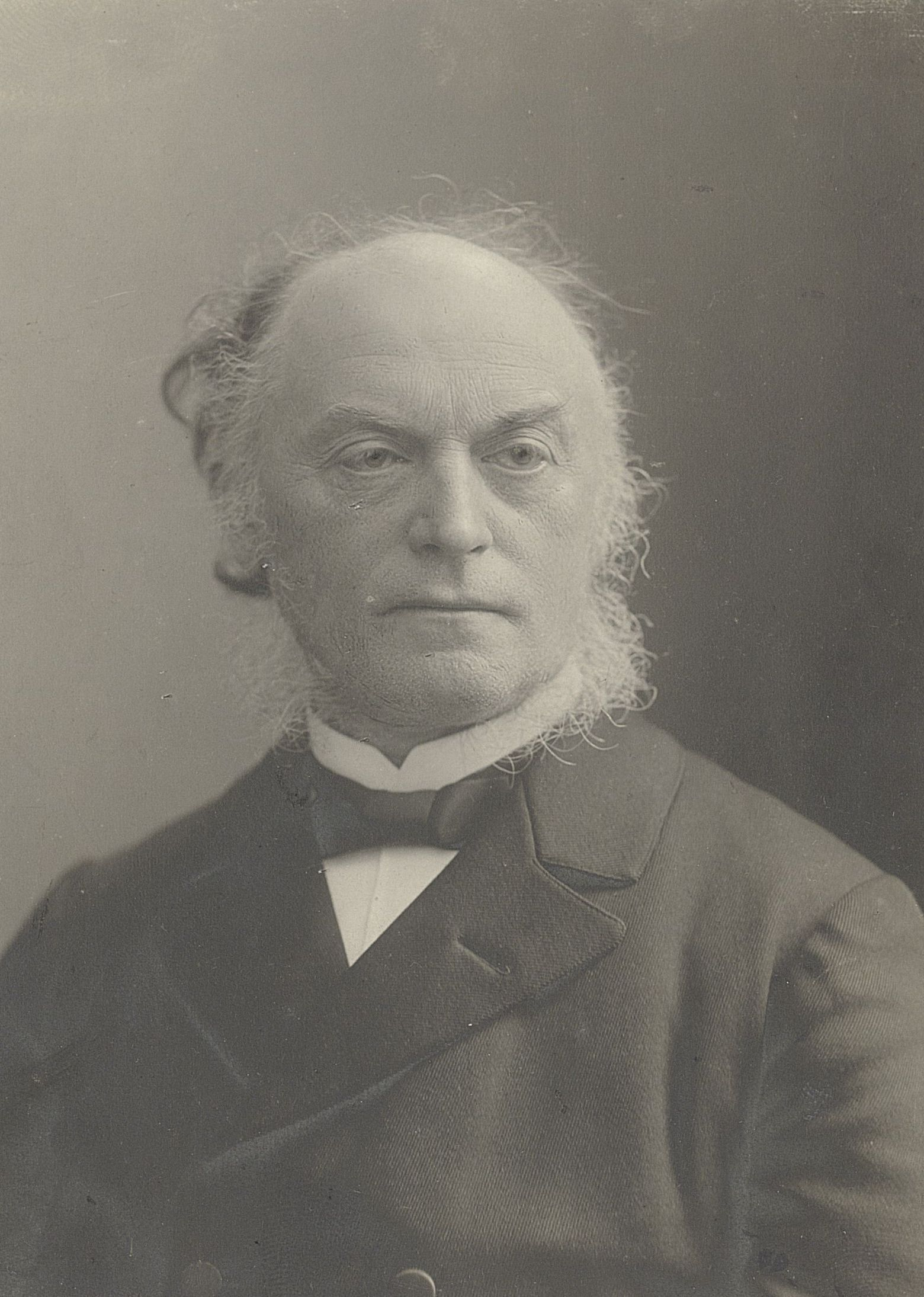
Karl von Berg

Karl Christian Friedrich Berg, ab 1897 von Berg, (* 20. August 1837 in Kirchheim unter Teck; † 17. Juni 1921 in Ellwangen (Jagst)) war ein württembergischer evangelischer Theologe. 

## Beruf
Nach Schule und Studium der Evangelischen Theologie begann Karl Berg 1862 seine berufliche Laufbahn als Stadtvikar in seiner Heimatstadt. Von 1864 bis 1869 war er Pfarrer der deutschen Gemeinde La Valette in Paris. 1869 ging er als Diakon an die Dreifaltigkeitskirche in Ulm, 1878 wechselte er ans Ulmer Münster. 1881 wurde er Dekan und Stadtpfarrer, zugleich Bezirksschulinspektor, in Calw und von 1887 bis 1894 in Heilbronn.  
Im März 1894 wurde er schließlich Prälat und Generalsuperintendent in Heilbronn. 1900 wechselte er als Prälat und Generalsuperintendent nach Ludwigsburg. Am 1. Juli 1912 trat Karl von Berg in den Ruhestand.

## Politik
Die Generalsuperintendenten der Evangelischen Landeskirche waren Kraft Amtes privilegierte Mitglieder der Zweiten Kammer des württembergischen Landtags. Karl von Berg trat nach seiner Ernennung in Heilbronn deshalb auch 1894 in den Landtag ein. Er übte das Amt bis zu seinem Ruhestand aus.

## Ehrungen und Nobilitierung
- 1867 Ritterkreuz 1. Klasse des Friedrichs-Ordens
- 1889 Karl-Olga-Medaille in Bronze
- 1889 Jubiläumsmedaille
- 1897 Ehrenkreuz des Ordens der Württembergischen Krone, welches mit dem persönlichen Adelstitel (Nobilitierung) verbunden war
- 1903 Kommenturkreuz 2. Klasse des Friedrichs-Ordens
- 1912 Kommenturkreuz 1. Klasse des Friedrichs-Ordens
- 1916 Wilhelmskreuz (Württemberg)